# Совхозний (Білоярський міський округ)
Совхо́зний (рос. Совхозный) — селище у складі Білоярського міського округу Свердловської області.
Населення — 2188 осіб (2010, 2281 у 2002).
Національний склад станом на 2002 рік: росіяни — 75 %.